# Bonwapitse
Bonwapitse is een dorp in het district Central in Botswana. De plaats telt 635 inwoners (2011).